# Generalklausel
Als Generalklausel bezeichnet man in der Rechtswissenschaft eine Rechtsnorm, deren Tatbestand weit gefasst ist. Weil die Rechtsprechung Generalklauseln konkretisieren muss, spricht man auch von Lücken intra legem (lat. innerhalb des Gesetzes) bzw. von Delegationslücken.

## Gründe für Generalklauseln
Für den Einsatz von Generalklauseln gibt es im Wesentlichen drei Gründe:
1. Es ist unmöglich, alle künftig denkbaren Sachverhalte zu antizipieren, die unter die Norm fallen sollen. So arbeitet beispielsweise das Lauterkeitsrecht mit einer Generalklausel in Kombination mit konkretisierenden Spezialtatbeständen, weil der Markt immer wieder neue Verhaltensweisen entstehen lässt, die als unlauter angesehen werden müssen.
2. Auch wandelnden Wertmaßstäben und Anschauungen kann mit Generalklauseln Rechnung getragen werden, ohne dass das Gesetz angepasst werden müsste. Zu nennen sind hier die Generalklauseln, die auf die guten Sitten abstellen. So wäre der Vertrag eines unverheirateten Paares über die Unterbringung in einem Hotel vor einigen Jahrzehnten wohl für unsittlich und damit nichtig gehalten worden, was heute nicht mehr der Fall ist.
3. Offene Formulierungen können sodann Ausdruck von Schwierigkeiten sein, im Gesetzgebungsprozess einen Konsens zu finden. Der Gesetzgeber delegiert den politisch heiklen Entscheid damit an die Gerichte.

Gegen die Verwendung von Generalklauseln spricht die mangelnde Rechtssicherheit. Immerhin wird dies aber aufgrund der Konkretisierung durch die Rechtsprechung im Lauf der Zeit verbessert. Eine weitere sensible Frage ist, wie die Generalklauseln mit Inhalt gefüllt werden, es können hier auch Unrechtsideologien Tür und Tor geöffnet werden. Der verantwortungsvolle Umgang mit den Generalklauseln ist der gesellschaftlichen Kontrolle unterlegen demgegenüber die Gefahren des Missbrauchs abgewägt werden müssen.

## Beispiele

### Deutschland
Der Schuldner ist verpflichtet, die Leistung so zu bewirken, wie Treu und Glauben mit Rücksicht auf die Verkehrssitte es erfordern. (§ 242 BGB)
Gegen Treu und Glauben verstößt jede rechtsmissbräuchliche Handlung. Die Fallgruppen hierzu sind in der Rechtsprechung differenziert ausgearbeitet worden.
Wer im geschäftlichen Verkehr zu Zwecken des Wettbewerbes Handlungen vornimmt, die gegen die guten Sitten verstoßen, kann auf Unterlassung und Schadenersatz in Anspruch genommen werden. (§ 1 a. F. UWG)
Zu dieser Klausel hatte die Lehre einige Fallgruppen entwickelt: Kundenfang, Behinderung, Ausbeutung und Rechtsbruch (Hefermehlsche Fallgruppen). Diese sollten die weit gefasste Generalklausel praktikabler machen.
Im neuen UWG (seit der Neufassung vom 3. Juli 2004 (BGBl. I S. 1414)) gibt es mit § 3 UWG eine weniger weit reichende Generalklausel sowie Regeltatbestände in § 4-6 UWG.
Im Polizei- und Ordnungsrecht der Länder und auch im BPolG gelten die polizei- und ordnungsrechtlichen Generalklauseln; eine Befugnis, die einen Vorläufer im Preußischen Allgemeinen Landrecht (ALR) (Paragraph 10 II 17 ALR) von 1794 hatte.
Weitere Generalklauseln: § 157 BGB, Sittenwidrigkeit (§ 826 BGB), Treu und Glauben § 242, § 138, § 314, § 626 BGB und Verstoß gegen das Transparenzgebot (§ 307 Abs. 1 Satz 2 BGB).

### Österreich
Ein Vertrag, der gegen ein gesetzliches Verbot oder gegen die guten Sitten verstößt, ist nichtig. (§ 879 Abs. 1 ABGB, entsprechend § 134, § 138 BGB).
Die Sittenwidrigkeit ist kein objektiv greifbarer Tatbestand, sondern subjektiv von der Gesellschaft vorgegeben und kann sich auch im Lauf der Zeit ändern. Der OGH hat zum Beispiel entschieden, dass Bierbezugsbindungsverträge mit einer Laufzeit von 30 Jahren gegen die guten Sitten verstoßen, weil man dadurch zu stark in seiner Freiheit eingeschränkt wird.

### Schweiz
Jedermann hat in der Ausübung seiner Rechte und in der Erfüllung seiner Pflichten nach Treu und Glauben zu handeln. (Art. 2 Abs. 1 ZGB: Treu und Glauben)
Ebenso ist zum Ersatze verpflichtet, wer einem andern in einer gegen die guten Sitten verstossenden Weise absichtlich Schaden zufügt. (Art. 41 Abs. 2 OR: Sittenwidrigkeit)
Unlauter und widerrechtlich ist jedes täuschende oder in anderer Weise gegen den Grundsatz von Treu und Glauben verstossende Verhalten oder Geschäftsgebaren, welches das Verhältnis zwischen Mitbewerbern oder zwischen Anbietern und Abnehmern beeinflusst. (Art. 2 UWG: unlauteres Verhalten)

## Bedeutung der Generalklauseln im Nationalsozialismus
Die Rechtsprechung verfolgte zur Zeit des Nationalsozialismus die Aufgabe, den konkreten Inhalt der Begriffe der Generalklauseln für die praktische Anwendung nach der Machtergreifung des Nationalsozialismus zu bestimmen. Dies wird v. a. durch folgende Urteile deutlich:
„Der Begriff eines Verstoßes gegen die guten Sitten, wie er in § 138 BGB enthalten ist, erhält seinem Wesen nach den Inhalt durch das seit dem Umbruch herrschende Volksempfinden, die nationalsozialistische Weltanschauung.“
„Die in den völkischen Lebens- und Sittengesetzen beruhende Grundanschauung des Nationalsozialismus hat Allgemeingültigkeit für die Auslegung und die Beurteilung von bestehenden Gesetzen und Verträgen, und von ihr aus bestimmt sich der Inhalt der Begriffe Treu und Glauben und der guten Sitten.“
Durch eine derartige Auslegung der Generalklauseln (v. a. des § 138 BGB und § 242 BGB) war es möglich, bereits bestehende Vertragsansprüche (z. B. Ruhegeldansprüche jüdischer Angestellter) mit der Begründung herabzusetzen, dies sei mit dem an der nationalsozialistischen Weltanschauung ausgerichteten Volksbewusstsein nicht zu vereinbaren.
Bedeutung hatte die Heranziehung der Generalklauseln im Nationalsozialismus damit v. a. einem politisch vorbestimmten Ergebnis den Schein einer Begründung aus dem positiven Recht zu sichern. Es zeigt sich eine ungemeine Elastizität und Anpassungsfähigkeit der Generalklauseln. Der Richter erhielt auf diese Weise bei einer solchen Klauselanwendung eine Macht über den Bestand von Rechtsansprüchen, die äußerlich der eines Gesetzgebers ähnlich sieht.